# Purpurcapsula
Purpurcapsula is een geslacht van weekdieren uit de klasse van de Gastropoda (slakken).

## Soorten
- Purpurcapsula bayeri (Fehse, 1998)
- Purpurcapsula corinneae (Shaw, 1909)
- Purpurcapsula exigua (Gray, 1831)
- Purpurcapsula laurae Fehse, 2015
- Purpurcapsula rubramaculosa (Fehse & Grego, 2002)
- Purpurcapsula zzyzyxia (Cate, 1979)